# Équipe d'Uruguay de football à la Copa América 2007
L'équipe d'Uruguay de football à la Copa América 2007 participe à sa 40e Copa América lors de cette édition qui se tient au Venezuela du 26 juin au 15 juillet 2007.
L'Uruguay, dirigée par Óscar Tabárez, termine à la quatrième place de la compétition après une défaite trois buts à un face au Mexique. L'attaquant Diego Forlán est le meilleur buteur de la « Céleste » avec trois buts inscrits.

## Résultats

### Phase de groupe
| Place | Equipe    | Pts | J | V | N | D | Buts + | Buts - | Diff. |
| 1er   | Venezuela | 5   | 3 | 1 | 2 | 0 | 4      | 2      | +2    |
| 2e    | Pérou     | 4   | 3 | 1 | 1 | 1 | 5      | 4      | +1    |
| 3e    | Uruguay   | 4   | 3 | 1 | 1 | 1 | 1      | 3      | -2    |
| 4e    | Bolivie   | 2   | 3 | 0 | 2 | 1 | 4      | 5      | -1    |

| 26 juin 2007 18:00 | Uruguay | 0 - 3 | Pérou                                    | Estadio Metropolitano de Mérida, Mérida |                                         |
|                    |         |       | Villalta 26e · Mariño 68e · Guerrero 88e | Arbitrage : Carlos Amarilla ( Paraguay) | Arbitrage : Carlos Amarilla ( Paraguay) |

| 30 juin 2007 16:00 | Bolivie | 0 - 1 | Uruguay     | Estadio Polideportivo de Pueblo Nuevo, San Cristóbal |                                            |
|                    |         |       | Sanchez 57e | Arbitrage : Baldomero Toledo ( États-Unis)           | Arbitrage : Baldomero Toledo ( États-Unis) |

| 3 juillet 2007 20:45 | Venezuela | 0 - 0 | Uruguay | Estadio Metropolitano de Mérida, Mérida |
|                      |           |       |         | Arbitrage : Carlos Simon ( Brésil)      |

### Quart de finale

#### Veneuzela - Uruguay
| 7 juillet 2007 18:00 Match 1 | Venezuela  | 1 - 4 | Uruguay                                            | Estadio Polideportivo de Pueblo Nuevo, San Cristóbal |                                     |
|                              | Arango 41e |       | Forlán 38e, 90e · P. García 65e · C. Rodriguez 87e | Arbitrage : Carlos Chandía ( Chili)                  | Arbitrage : Carlos Chandía ( Chili) |

### Demi finale

#### Uruguay - Brésil
| 10 juillet 2007 20:45 Match A | Uruguay                                                                                           | 2 - 2 (4 - 5 aux t.a.b.) | Brésil | Estadio José Pachencho Romero, Maracaibo |                                    |
|                               | Forlán 45+4e · Abreu 70e · ––– · Forlán · Scotti · González · Rodríguez · Abreu · García · Lugano |                          | Maicon 13e · Julio Baptista 45+9e · ––– · Robinho · Juan · Gilberto Silva · Afonso · Diego · Fernando · Gilberto | Arbitrage : Óscar Ruiz ( Colombie)       | Arbitrage : Óscar Ruiz ( Colombie) |

### Match pour la troisième place

#### Uruguay - Mexique
| 14 juillet 2007 17:00 | Uruguay   | 1 - 3 | Mexique                                     | Estadio Olímpico de la Ciudad Universitaria, Caracas |                                          |
|                       | Abreu 22e |       | Blanco 38e (pen) · Bravo 68e · Guardado 76e | Arbitrage : Mauricio Reinoso ( Équateur)             | Arbitrage : Mauricio Reinoso ( Équateur) |

## Effectif
Une première liste de 23 joueurs constituant l'équipe d'Uruguay
Sélectionneur :  Óscar Tabárez
| No. | Pos.      | Joueur                     | Date de naissance et âge | Sélec. | Club                  |
| --- | --------- | -------------------------- | ------------------------ | ------ | --------------------- |
| 1   | Gardien   | Fabián Carini              | 26 décembre 1979         | 58     | Internazionale Milano |
| 2   | Défenseur | Diego Lugano               | 2 novembre 1980          | 13     | Fenerbahçe SK         |
| 3   | Défenseur | Diego Godín                | 2 avril 1986             | 11     | Nacional              |
| 4   | Défenseur | Jorge Fucile               | 19 décembre 1984         |        | FC Porto              |
| 5   | Milieu    | Pablo García               | 11 mai 1977              | 57     | Real Madrid CF        |
| 6   | Défenseur | Darío Rodríguez            | 17 septembre 1974        | 45     | Schalke 04            |
| 7   | Milieu    | Cristian Rodríguez         | 30 septembre 1985        |        | Paris Saint-Germain   |
| 8   | Milieu    | Walter Gargano             | 27 juillet 1984          |        | Danubio FC            |
| 9   | Milieu    | Gonzalo Vargas             | 22 septembre 1981        |        | AS Monaco             |
| 10  | Attaquant | Álvaro Recoba              | 17 mars 1976             |        | Internazionale Milano |
| 11  | Attaquant | Fabián Estoyanoff          | 27 septembre 1982        | 29     | Valencia CF           |
| 12  | Gardien   | Juan Castillo              | 17 avril 1978            |        | C.A. Peñarol          |
| 13  | Attaquant | Wáshington Sebastián Abreu | 17 octobre 1976          | 28     | UANL Tigres           |
| 14  | Milieu    | Carlos Diogo               | 18 juillet 1983          |        | Real Zaragoza         |
| 15  | Milieu    | Diego Pérez                | 18 mai 1980              |        | AS Monaco             |
| 16  | Défenseur | Maximiliano Pereira        | 8 juin 1984              |        | Defensor Sporting     |
| 17  | Défenseur | Carlos Adrián Valdez       | 2 mai 1983               |        | Nacional              |
| 18  | Milieu    | Fabián Canobbio            | 8 mars 1980              | 7      | Celta Vigo            |
| 19  | Défenseur | Andrés Scotti              | 14 décembre 1975         |        | Rubin Kazan           |
| 20  | Milieu    | Ignacio González           | 14 mai 1982              |        | Danubio FC            |
| 21  | Milieu    | Diego Forlán               | 19 mai 1979              | 36     | Atlético Madrid       |
| 22  | Attaquant | Vicente Sánchez            | 7 décembre 1979          | 18     | Club Toluca           |
| 23  | Gardien   | Fernando Muslera           | 16 juin 1986             |        | Nacional              |

## Navigation